# أريغارون قاتم
أريغارون قاتم (الاسم العلمي: Erigeron algidus) هو نوع من النباتات يتبع جنس الأريغارون من الفصيلة النجمية.